# SPACEWAY-3
SPACEWAY-3 − geostacjonarny satelita telekomunikacyjny; część konstelacji Hughes Network Systems do satelitarnej transmisji protokołów internetowych. Znajduje się nad południkiem 95°W. Zasięgiem działania obejmuje kontynentalne Stany Zjednoczone, Alaskę i Hawaje. Trzeci satelita w serii. Planowany czas działania statku to co najmniej 12 lat. 
Pierwotnie SPACEWAY-3 miał zostać wystrzelony rakietą Zenit-3SL przez Sea Launch, jednak wkrótce po awarii tej rakiety właściciel satelity zmienił rakietę nośną na Ariane 5.
Statek zbudowany został w oparciu o platformę BSS 702 - 2000. Satelita włączony jest w Internet za pomocą routera o przepustowości 10 Gbps. Ogniwa słoneczne, na końcu misji, będą wytwarzały do 12,8 kW energii elektrycznej.